# Lijst van historische gebouwen in de provincie Isfahan
Hieronder volgt een lijst van historische gebouwen in de provincie Isfahan.

## Bazars
|   | Gebouw             | Plaats  | Sharestan | Tijdperk  | Eeuw | Stijl    | Afbeelding |
| - | ------------------ | ------- | --------- | --------- | ---- | -------- | ---------- |
| 1 | Bazaar van Isfahan | Isfahan | Isfahan   | Safawiden | 16   | Isfahani |            |
| 2 | Qeisariebazaar     | Isfahan | Isfahan   | Safawiden | 17   | Isfahani |            |
| 3 | Qeisariepoort      | Isfahan | Isfahan   | Safawiden | 17   | Isfahani |            |

## Bibliotheken
|   | Gebouw  | Plaats  | Sharestan | Tijdperk     | Eeuw          | Stijl | Afbeelding |
| - | ------- | ------- | --------- | ------------ | ------------- | ----- | ---------- |
| 1 | Saroeie | Isfahan | Isfahan   | Achaemeniden | 6 of 5 v. Ch. | Parsi |            |

## Bruggen
|   | Gebouw         | Plaats  | Sharestan | Tijdperk    | Eeuw | Stijl    | Afbeelding |
| - | -------------- | ------- | --------- | ----------- | ---- | -------- | ---------- |
| 1 | Chadjoebrug    | Isfahan | Isfahan   | Safawiden   | 17   | Isfahani |            |
| 2 | Djoebibrug     | Isfahan | Isfahan   | Safawiden   | 17   | Isfahani |            |
| 3 | Marnanbrug     | Isfahan | Isfahan   | Safawiden   | 16   | Isfahani |            |
| 4 | Si-o-se Pol    | Isfahan | Isfahan   | Safawiden   | 17   | Isfahani |            |
| 5 | Sjahrestanbrug | Isfahan | Isfahan   | Seltsjoeken | 11   | Razi     |            |

## Burchten
|   | Gebouw      | Plaats | Sharestan | Tijdperk    | Eeuw | Stijl | Afbeelding |
| - | ----------- | ------ | --------- | ----------- | ---- | ----- | ---------- |
| 1 | Djalaliburg | Kashan | Kaschan   | Seltsjoeken | 11   | Razi  |            |

## Chaneghah
|   | Gebouw     | Plaats  | Sharestan | Tijdperk  | Eeuw | Stijl    | Afbeelding |
| - | ---------- | ------- | --------- | --------- | ---- | -------- | ---------- |
| 1 | Tohidchane | Isfahan | Isfahan   | Safawiden | 16   | Isfahani |            |

## Citadellen
|   | Gebouw             | Plaats | Sharestan  | Tijdperk  | Eeuw | Stijl    | Afbeelding |
| - | ------------------ | ------ | ---------- | --------- | ---- | -------- | ---------- |
| 1 | Citadel van Goeged | Goeged | Golpayegan | Safawiden | 16   | Isfahani |            |

## Emamzaden
|    | Gebouw                    | Plaats  | Sharestan | Tijdperk                 | Eeuw     | Stijl             | Afbeelding |
| -- | ------------------------- | ------- | --------- | ------------------------ | -------- | ----------------- | ---------- |
| 1  | Emamzade Ahmad            | Isfahan | Isfahan   | Safawiden                | 16       | Isfahani          |            |
| 2  | Emamzade Djafar           | Isfahan | Isfahan   | Il-kanaat                | 14       | Azari             |            |
| 3  | Emamzade Ebrahim          | Kashan  | Kashan    | Kadjaren                 | 19       | Niet-traditionell |            |
| 4  | Emamzade Esmail           | Isfahan | Isfahan   | Seltsjoeken en Safawiden | 11 en 16 | Razi en Isfahani  |            |
| 5  | Emamzade Haroen-e-Welayat | Isfahan | Isfahan   | Safawiden                | 16       | Isfahani          |            |
| 6  | Emamzade Mir Nesjane      | Kashan  | Kashan    | Safawiden                | 16       | Isfahani          |            |
| 7  | Emamzade Pandje Sjah      | Kashan  | Kashan    | Seltsjoeken              | 11 of 12 | Razi              |            |
| 8  | Emamzade Sjah Zeid        | Isfahan | Isfahan   | Safawiden                | 16       | Isfahani          |            |
| 9  | Emamzade Sjah Yalan       | Kashan  | Kashan    | Ak Koyunlu               | 15       | Azari             |            |
| 10 | Emamzade Soltan Mir Ahmad | Kashan  | Kashan    | Kadjaren                 | 19       | Niet-traditionell |            |
| 11 | Emamzade Taher en Mansoer | Kashan  | Kashan    | Safawiden                | 16       | Isfahani          |            |

## Gaarden
|   | Gebouw   | Plaats | Sharestan | Tijdperk              | Eeuw      | Stijl    | Afbeelding |
| - | -------- | ------ | --------- | --------------------- | --------- | -------- | ---------- |
| 1 | Fingaard | Kashan | Kashan    | Safawiden en Kadjaren | 17 til 19 | Isfahani |            |

## Hamamen
|   | Gebouw              | Plaats  | Sharestan | Tijdperk  | Eeuw     | Stijl    | Afbeelding |
| - | ------------------- | ------- | --------- | --------- | -------- | -------- | ---------- |
| 1 | Ali-Gholi-Aghahamam | Isfahan | Isfahan   | Safawiden | 18       | Isfahani |            |
| 2 | Djartsjihamam       | Isfahan | Isfahan   | Safawiden | 17       | Isfahani |            |
| 3 | Sjeik-Alihamam      | Isfahan | Isfahan   | Safawiden | 16 of 17 | Isfahani |            |
| 4 | Sjeik-Bahaihamam    | Isfahan | Isfahan   | Safawiden | 17       | Isfahani |            |

## Huizen
|   | Gebouw                | Plaats  | Sharestan | Tijdperk   | Eeuw | Stijl             | Afbeelding |
| - | --------------------- | ------- | --------- | ---------- | ---- | ----------------- | ---------- |
| 1 | Abbāsihuis            | Kashan  | Kashan    | Kadjaren   | 18   | Isfahani          |            |
| 2 | Alamshuis             | Isfahan | Isfahan   | Kadjaren   | 18   | Isfahani          |            |
| 3 | Aminshuis             | Isfahan | Isfahan   | Kadjaren   | 19   | Niet-traditionell |            |
| 4 | Qazvinishuis          | Isfahan | Isfahan   | Kadjaren   | 19   | Niet-traditionell |            |
| 5 | Scheich ol-Eslamshuis | Isfahan | Isfahan   | Kadjaren   | 19   | Niet-traditionell |            |
| 6 | Borujerdishuis        | Kashan  | Kashan    | Kadjaren   | 19   | Niet-traditionell |            |
| 7 | Tabātabāeihuis        | Kashan  | Kashan    | Kadjaren   | 19   | Niet-traditionell |            |
| 8 | Malekwijngaard        | Isfahan | Isfahan   | Afshariden | 18   | Isfahani          |            |

## Karavanserais
|   | Gebouw      | Plaats  | Sharestan | Tijdperk  | Eeuw | Stijl    | Afbeelding |
| - | ----------- | ------- | --------- | --------- | ---- | -------- | ---------- |
| 1 | Abbasihotel | Isfahan | Isfahan   | Safawiden | 17   | Isfahani |            |

## Kerken
|   | Gebouw                 | Plaats  | Sharestan | Tijdperk  | Eeuw | Stijl    | Afbeelding |
| - | ---------------------- | ------- | --------- | --------- | ---- | -------- | ---------- |
| 1 | Bedchemkerk            | Isfahan | Isfahan   | Safawiden | 17   | Isfahani |            |
| 2 | Kerk van Sint-Joris    | Isfahan | Isfahan   | Safawiden | 17   | Isfahani |            |
| 3 | Kerk van Sint-Maria    | Isfahan | Isfahan   | Safawiden | 17   | Isfahani |            |
| 4 | Kathedraal van Isfahan | Isfahan | Isfahan   | Safawiden | 17   | Isfahani |            |

## Mausolea
|   | Gebouw                             | Plaats     | Sharestan   | Tijdperk     | Eeuw | Stijl     | Afbeelding |
| - | ---------------------------------- | ---------- | ----------- | ------------ | ---- | --------- | ---------- |
| 1 | Ali-ebn-e-Sahlmausoleum            | Isfahan    | Isfahan     | Abbassiden   | 9    | Chorasani |            |
| 2 | ar-Rasjidmausoleum                 | Isfahan    | Isfahan     | Seltsjoeken  | 12   | Razi      |            |
| 3 | Baba-Ghasemmausoleum               | Isfahan    | Isfahan     | Il-kanaat    | 14   | Azari     |            |
| 4 | Mausoleum van safawidische Prinsen | Isfahan    | Isfahan     | Safawiden    | 17   | Isfahani  |            |
| 5 | Mausoleum van Abbas I              | Kashan     | Kashan      | Safawiden    | 17   | Isfahani  |            |
| 6 | Pir-Bakranmausoleum                | Pir Bakran | Falawardjan | Il-kanaat    | 13   | Azari     |            |
| 7 | Sjahsjahanmausoleum                | Isfahan    | Isfahan     | Timoeriden   | 15   | Asari     |            |
| 8 | Soltan-Bacht-Aghamausoleum         | Isfahan    | Isfahan     | Mozaffariden | 14   | Azari     |            |

## Minaretten
|    | Gebouw                     | Plaats        | Sharestan  | Tijdperk     | Eeuw | Stijl    | Afbeelding |
| -- | -------------------------- | ------------- | ---------- | ------------ | ---- | -------- | ---------- |
| 1  | Ali-minaret                | Isfahan       | Isfahan    | Boejiden     | 11   | Razi     |            |
| 2  | Bagh-e-Ghoesjchane-minaret | Isfahan       | Isfahan    | Mozaffariden | 14   | Azari    |            |
| 3  | Dardasjt-minaret           | Isfahan       | Isfahan    | Mozaffariden | 14   | Azari    |            |
| 4  | Darozziafe-minaretten      | Isfahan       | Isfahan    | Il-kanaat    | 14   | Azari    |            |
| 5  | Golpayegan-minaret         | Golpayegan    | Golpayegan | Seltsjoeken  | 11   | Razi     |            |
| 6  | Menar Djonban              | Dorp Karladan | Isfahan    | Safawiden    | 16   | Isfahani |            |
| 7  | Rahrowan-minaret           | Dorp Rahrowan | Isfahan    | Seltsjoeken  | 12   | Razi     |            |
| 8  | Sarban-minaret             | Isfahan       | Isfahan    | Seltsjoeken  | 12   | Razi     |            |
| 9  | Ziyar-minaret              | Dorp Ziyar    | Isfahan    | Seltsjoeken  | 12   | Razi     |            |
| 10 | Tsjehel-Dochtaran-minaret  | Isfahan       | Isfahan    | Seltsjoeken  | 12   | Razi     |            |

## Moskeeën
|    | Gebouw                       | Plaats         | Sharestan           | Tijdperk                        | Eeuw        | Stijl             | Afbeelding |
| -- | ---------------------------- | -------------- | ------------------- | ------------------------------- | ----------- | ----------------- | ---------- |
| 1  | Agha Noermoskee              | Isfahan        | Isfahan             | Safawiden                       | 17          | Isfahani          |            |
| 2  | Barsianmoskee en -minaret    | Dorp Barsian   | Isfahan             | Seltsjoeken                     | 11, 12      | Razi              |            |
| 3  | Chozanmoskee                 | Chomeinisjahr  | Chomeinisjahr       | Timoeriden                      | 15          | Azari             |            |
| 4  | Darwaze Nomoskee             | Isfahan        | Isfahan             | Kadjaren                        | 19          | Niet-traditionell |            |
| 5  | Dasjtimoskee                 | Dorp Dasjti    | Isfahan             | Il-kanaat                       | 13          | Azari             |            |
| 6  | Djartsjimoskee               | Isfahan        | Isfahan             | Safawiden                       | 17          | Isfahani          |            |
| 7  | Vrijdagmoskee van Golpayegan | Golpayegan     | Golpayegan          | Seltsjoeken                     | 12          | Razi              |            |
| 8  | Vrijdagmoskee van Isfahan    | Isfahan        | Isfahan             | Samaniden, Boeiden, Seltsjoeken | 9, 10 en 11 | Razi              |            |
| 9  | Vrijdagmoskee van Kashan     | Kashan         | Kashan              | Seltsjoeken                     | 11          | Razi              |            |
| 10 | Vrijdagmoskee van Meime      | Meime          | Sjahinsjahr o Meime | Zand dynastie                   | 18          | Isfahani          |            |
| 11 | Garmoskee en minaret         | Dorp Gar       | Isfahan             | Seltsjoeken                     | 12          | Razi              |            |
| 12 | Hafsjoeyemoskee              | Dorp Hafschuye | Isfahan             | Seltsjoeken                     | 11 of 12    | Razi              |            |
| 13 | Hakimmoskee                  | Isfahan        | Isfahan             | Safawiden                       | 17          | Isfahani          |            |
| 14 | Iltsjimoskee                 | Isfahan        | Isfahan             | Safawiden                       | 17          | Isfahani          |            |
| 15 | Kadjmoskee                   | Dorp Kadsch    | Isfahan             | Il-kanaat                       | 14          | Azari             |            |
| 16 | Moskee van de sjah           | Isfahan        | Isfahan             | Safawiden                       | 17          | Isfahani          |            |
| 17 | Lonbanmoskee                 | Isfahan        | Isfahan             | Safawiden                       | 17          | Isfahani          |            |
| 18 | Maqsoedbeykmoskee            | Isfahan        | Isfahan             | Safawiden                       | 17          | Isfahani          |            |
| 19 | Mesrimoskee                  | Isfahan        | Isfahan             | Safawiden                       | 17          | Isfahani          |            |
| 20 | Meidanmoskee                 | Kashan         | Kashan              | Seltsjoeken en Il-kanaat        | 11 of 12    | Razi              |            |
| 21 | Mohammad Djafar Abadeimoskee | Isfahan        | Isfahan             | Kadjaren                        | 19          | Niet-traditionell |            |
| 22 | Rahim Chanmoskee             | Isfahan        | Isfahan             | Kadjaren                        | 19          | Niet-traditionell |            |
| 23 | Roknolmolkmoskee             | Isfahan        | Isfahan             | Kadjaren                        | 20          | Niet-traditionell |            |
| 24 | Sjeik Lutfallahmoskee        | Isfahan        | Isfahan             | Safawiden                       | 17          | Isfahani          |            |
| 25 | Safamoskee                   | Isfahan        | Isfahan             | Kadjaren                        | 19          | Niet-traditionell |            |
| 26 | Seiedmoskee                  | Isfahan        | Isfahan             | Kadjaren                        | 19          | Niet-traditionell |            |
| 27 | Tabrizihamoskee              | Kashan         | Kashan              | Kadjaren                        | 19          | Niet-traditionell |            |

## Musea
|   | Gebouw                       | Plaats  | Sharestan | Tijdperk   | Eeuw     | Stijl    | Afbeelding |
| - | ---------------------------- | ------- | --------- | ---------- | -------- | -------- | ---------- |
| 1 | Museum voor toegepaste kunst | Isfahan | Isfahan   | Safawiden  | 16 of 17 | Isfahani |            |
| 2 | Museum voor moderne kunst    | Isfahan | Isfahan   | Safawiden  | 16 of 17 | Isfahani |            |
| 3 | Natuurmuseum                 | Isfahan | Isfahan   | Timoeriden | 15       | Azari    |            |

## Paleisen
|   | Gebouw               | Plaats  | Sharestan | Tijdperk  | Eeuw | Stijl    | Afbeelding |
| - | -------------------- | ------- | --------- | --------- | ---- | -------- | ---------- |
| 1 | Hasjt Behesjt-paleis | Isfahan | Isfahan   | Safawiden | 17   | Isfahani |            |
| 2 | Ali Qapu             | Isfahan | Isfahan   | Safawiden | 16   | Isfahani |            |
| 3 | Chehel Sotoun        | Isfahan | Isfahan   | Safawiden | 17   | Isfahani |            |

## Scholen en theologische scholen
|   | Gebouw                   | Plaats  | Sharestan | Tijdperk  | Eeuw     | Stijl    | Afbeelding |
| - | ------------------------ | ------- | --------- | --------- | -------- | -------- | ---------- |
| 1 | Emamie-school            | Isfahan | Isfahan   | Il-kanaat | 14       | Azari    |            |
| 2 | Kasegaran-school         | Isfahan | Isfahan   | Safawiden | 17       | Isfahani |            |
| 3 | Nimawar-school           | Isfahan | Isfahan   | Safawiden | 17       | Isfahani |            |
| 4 | Sadr theologische school | Isfahan | Isfahan   | Kadjaren  | 19       | Isfahani |            |
| 5 | Tsjahar Bagh-school      | Isfahan | Isfahan   | Safawiden | 17 en 18 | Isfahani |            |

## Torens
|   | Gebouw                   | Plaats     | Sharestan  | Tijdperk  | Eeuw     | Stijl    | Afbeelding |
| - | ------------------------ | ---------- | ---------- | --------- | -------- | -------- | ---------- |
| 1 | Zeven Torens van Charoen | Nadjafabad | Nadjafabad | Safawiden | 16 of 17 | Isfahani |            |

## Vuurtempels
|   | Gebouw                 | Plaats  | Sharestan | Tijdperk   | Eeuw     | Stijl | Afbeelding |
| - | ---------------------- | ------- | --------- | ---------- | -------- | ----- | ---------- |
| 1 | Vuurtempel van Isfahan | Isfahan | Isfahan   | Sassaniden | onbekend | Parti |            |